# کاترین لی اسکات
کاترین لی اسکات (انگلیسی: Kathryn Leigh Scott؛ زادهٔ ۲۹ ژانویهٔ ۱۹۴۳) یک بازیگر سینما، هنرپیشه، تهیه‌کننده، و نویسنده اهل ایالات متحده آمریکا است. وی از سال ۱۹۶۶ میلادی تاکنون مشغول فعالیت بوده‌است.

## گزیده فیلمشناسی
از فیلم‌ها یا برنامه‌های تلویزیونی که وی در آن نقش داشته‌است می‌توان به آثار زیر اشاره کرد.
- گتسبی بزرگ (۱۹۷۴)
- برانیگان (فیلم) (۱۹۷۵)
- پراویدنس (۱۹۷۷)
- مورو (۱۹۸۶)
- ترور (فیلم ۱۹۸۷) (۱۹۸۷)
- یک هشت هفت (۱۹۹۷)
- خواب‌پریشی (فیلم) (۲۰۰۸)
- سایه‌های سیاه (۲۰۱۲)